# Cézanne : Conversation avec Joachim Gasquet
Pour plus de détails, voir Fiche technique et Distribution.
Cézanne : Conversation avec Joachim Gasquet est un film français réalisé par Jean-Marie Straub et Danièle Huillet en 1989, sorti en 1990.

## Synopsis
Adaptation du chapitre « Ce qu'il m'a dit... » du livre Cézanne de Joachim Gasquet, paru en 1921, dans lequel celui-ci dialogue avec Paul Cézanne. Il s'agit d'une lecture en voix off illustrée d'images tournées pour le film, et d'extraits d'autres œuvres, telles que Madame Bovary de Jean Renoir, ou La Mort d'Empédocle, autre film du couple Straub-Huillet.

## Fiche technique
- Titre : Cézanne
- Réalisation : Jean-Marie Straub et Danièle Huillet
- Scénario et dialogues : d'après « Ce qu'il m'a dit... », in Cézanne de Joachim Gasquet (1921)
- Société de production : La Sept, Musée d'Orsay, Diagonale
- Pays d'origine :  France
- Genre : documentaire
- Format : Couleur - 35 mm
- Durée : 52 minutes (deux versions linguistiques)
- Date de sortie : France, 1990